# Spinozerebelläre Ataxie Typ 13
Die Spinozerebelläre Ataxie Typ 13 (SCA13) ist eine seltene, zu den Autosomal-dominanten zerebellären Ataxie (ADCA) gehörende Erbkrankheit, die bislang in zwei Familien (in Frankreich und den Philippinen) nachgewiesen werden konnte. Klinisch zeigen sich dabei zerebelläre Ataxie mit Dysarthrie, Dysphagie, Nystagmus, Epilepsie und oft auch leichte geistige Behinderung (IQ, 62–76). Die Lebenserwartung erscheint nicht verkürzt (manche Patienten werden 70 Jahre alt). Diese neurodegenerative Erkrankung wird autosomal-dominant vererbt.

## Diagnose
Die Diagnose stützt sich auf den klinischen Befund (neurologische und neuropsychologische Untersuchung) und die molekulargenetische Untersuchung des Kaliumkanals KCNC3 (Kv3.3). Dies ist die einzig bisher bekannte genetische Veränderung (19q13.3-q13.4).

## Therapie
Die Therapie ist symptomatisch. Aufgrund der Ataxie sind Gehhilfen, beim Auftreten epileptischer Anfälle Antiepileptika notwendig. Patienten mit Dysphagie benötigen zusätzliche Hilfe bei der Nahrungsaufnahme. Eine pränatale Diagnostik ist möglich.